# Poecilopsis robsonii
Poecilopsis robsonii är en fjärilsart som beskrevs av Harrison. Poecilopsis robsonii ingår i släktet Poecilopsis och familjen mätare. Inga underarter finns listade i Catalogue of Life.